# Sans contrefaçon
«Sans contrefaçon» (с фр. — «Без обмана») — песня, записанная французской певицей Милен Фармер для её второго студийного альбома Ainsi soit je…; она же и была выпущена как лид-сингл с альбома 16 октября 1987 года.

## История
Песня была написана Милен в 1987 году. Она была вдохновлена двумя другими песнями: «Comme un garçon» Сильви Вартан и «3è Sexe» группы Indochine. Фотограф Эльза Триллат, которая присутствовала при создании песни, объяснила, что текст был написан очень быстро (примерно за два часа) с помощью словаря синонимов. Лоран Бутонна так же быстро написал музыку.
Чтобы соответствовать теме песни, певица решила подобрать новый образ. Во французском журнале Elle она заметила клетчатый и полосатый костюм и попросила Бертрана Ле Пейджа задействовать их в новой фотосессии для обложки альбома. Наконец песня была выбрана в качестве ведущего сингла со второго альбома Фармер и было выбрано название «Sans contrefaçon, je suis un garçon».
Сингл вышел 16 октября 1987 года на виниловой пластинке с песней «La Ronde Triste», которая также вошла в новый альбом. Песня дебютировала на 21-м месте в топ-50 5 декабря 1987 года и достигла пикового второго места 20 февраля 1988 года («Boys (Summertime Love)» Сабрины не пропустил песню на первое место). «Sans contrefaçon» продался тиражом более 500 000 экземпляров и получил золотую сертификацию. Также это первый сингл Милен, выпущенный в формате макси-сингл, певица стала одним из первых французских артистов, которые выпустили сингл таким образом.
В сентябре 2003 года песня была выпущена в виде ремикса, спродюсированного J.C.A., став первым синглом с альбома RemixeS. Песня была хитом в ночных клубах, но продавалась не очень хорошо, так как была выпущена только в виде виниловой пластинки.

## Список композиций
- 7" single — France, Canada

| №  | Название                            | Длительность |
| -- | ----------------------------------- | ------------ |
| 1. | «Sans contrefaçon» (single version) | 3:50         |
| 2. | «La ronde triste»                   | 4:10         |

- 12" maxi

| №  | Название                       | Длительность |
| -- | ------------------------------ | ------------ |
| 1. | «Sans contrefaçon» (boy remix) | 5:55         |
| 2. | «La ronde triste»              | 4:10         |
| 3. | «Déshabillez-moi»              | 3:45         |

- CD maxi — Europe / CD maxi — Promo — Europe

| №  | Название                            | Длительность |
| -- | ----------------------------------- | ------------ |
| 1. | «Sans contrefaçon» (single version) | 3:50         |
| 2. | «La ronde triste»                   | 4:10         |
| 3. | «Sans contrefaçon» (boy remix)      | 5:55         |
| 4. | «Sans contrefaçon» (girl remix)     | 4:20         |

- Цифровая загрузка (с 2005 года)

| №  | Название                                      | Длительность |
| -- | --------------------------------------------- | ------------ |
| 1. | «Sans contrefaçon» (Ainsi soit je... version) | 4:07         |
| 2. | «Sans contrefaçon» (Les Mots version)         | 4:15         |
| 3. | «Sans contrefaçon» (1989 live version)        | 6:10         |
| 4. | «Sans contrefaçon» (1996 live version)        | 7:00         |
| 5. | «Sans contrefaçon» (2006 live version)        | 4:46         |
| 6. | «Sans contrefaçon» (boy remix)                | 5:55         |
| 7. | «Sans contrefaçon» (J.C.A. version)           | 5:52         |
| 8. | «Sans contrefaçon» (2009 live version)        | 4:09         |

- 7" single / 12" maxi / CD promo

| №  | Название                          | Длительность |
| -- | --------------------------------- | ------------ |
| 1. | «Sans contrefaçon» (J.C.A. remix) | 5:52         |

## Чарты
| Чарты (1987-90) | Пиковая position |
| --------------- | ---------------- |
| Германия (GfK)  | 46               |
| Франция (SNEP)  | 2                |
| Квебек (ADISQ)  | 7                |